# Unidad electroquirúrgica
La unidad electroquirúrgica, también conocida como electrobisturí o bisturí caliente es un equipo electrónico (producto sanitario) capaz de transformar la energía eléctrica en calor con el fin de coagular, cortar o eliminar tejido blando, eligiendo para esto corrientes que se desarrollan en frecuencias por encima de los 200 kHz. ya que estas no interfieren con los procesos nerviosos y sólo producen calor.

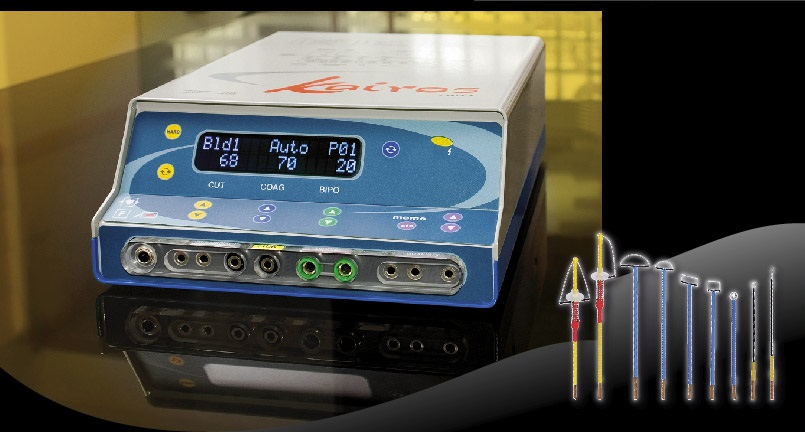

Está compuesta por una serie de unidades individuales que en conjunto conforman un circuito eléctrico: la corriente debe fluir desde un generador hasta un electrodo activo, a través del tejido, y volver al generador vía electrodo de dispersión inactivo.
Al ser el electrobisturí un aparato eléctrico, su uso no está libre de complicaciones. La quemadura eléctrica es el peligro más importante; suele ser más profunda que la producida por llama y provoca una amplia necrosis tisular con trombosis profunda, que a menudo requiere derivamiento quirúrgico.
Este equipo consta de dos partes, una estéril y una no estéril. Lo estéril, sería el cable (partiendo desde el aparato) y  el mango con la punta del electrobisturí. Lo que no es estéril es la plancha que va por debajo del paciente a la hora de utilizar el electro.
Las puntas,de carga positiva, pueden ser de tipo: Cuchillo (la más utilizada) , Aguja (para zonas de menor tamaño) o punta bola (para coagular mucosas). Algunas suelen ser de teflón para que el tejido no quede adherido al quemarse. El mango, o puede ser a pedal, tiene botones para operar el electrobisturí. El botón amarillo, es el del corte. El botón azul, es el de coagulación.
La plancha, es de carga negativa. Puede ser de metal, plomo o autoadhesiva descartable. Se coloca cerca de donde se va a hacer la incisión antes de que se acomode al paciente en la camilla, quedando por debajo de él antes de preparar el campo operatorio. Hay que tomar precauciones con respecto a pacientes con marcapasos, prótesis, uniones metálicas, entre otros.